# Палацата (Мачерата)
Палацата (итал. Palazzata) насеље је у Италији у округу Мачерата, региону Марке.
Према процени из 2011. у насељу је живело 36 становника. Насеље се налази на надморској висини од 486 м.